# Falling in Reverse

Logo

Falling In Reverse (voorheen From Behind These Walls) is een Amerikaanse post-hardcore  band uit Henderson, Nevada, begonnen in 2008 door de voormalige zanger van Escape the Fate, Ronnie Radke en Nason Schoeffler. Hun eerste album The Drug in Me Is You, onder het label Epitaph Records, werd op 26 juli 2011 uitgebracht.

## Bandgeschiedenis

### Escape the Fateen de arrestatie van Ronnie Radke
In 2004 werd de band Escape the Fate gevormd door zanger Ronnie Radke en bassist Max Green. Door middel van MySpace vonden zij de gitarist Bryan Money, die de gitarist Omar Espinoza meebracht. Later kwam de drummer Robert Ortiz erbij die de groep afmaakte. Een maand later kreeg de band vroeg succes via lokale radiozenders en verzamelde een aantal fans in hun woonplaats.
Door hun grote groep lokale fans kregen ze de kans om op 92.3 KOMP te spelen. In september 2005 won Escape the Fate een wedstrijd gesponsord door X107.5. De prijs was een voorprogramma voor My Chemical Romance. Kort daarna kreeg de band contact van Brett Gurewitz van Epitaph, die ze een contract gaf. Dit zorgde ervoor dat de band begon met het maken van een EP en een nog naamloos album dat in de winter uitgebracht moest worden.
In mei 2006 bracht Escape the Fate hun EP uit genaamd There's No Sympathy for the Dead. Vervolgens brachten ze in de herfst van 2006 hun eerste album Dying Is Your Latest Fashion uit.
Het kleine succes dat hun eerste album opleverde was niet genoeg om de band bij elkaar te houden. Ronnie Radke had zijn voorwaardelijke vrijlating voor mishandeling (in een gevecht in 2006) geschonden. Tijdens een gesprek werd Michael Cook doodgeschoten door een van Radkes vrienden, Chase Rader. Maar de aanklachten werden ingetrokken toen Rader zei dat het zelfverdediging was. Radke werd veroordeeld voor vijf jaar in de cel in Las Vegas en moest bijna $100.000 vergoeding betalen maar werd uiteindelijk vrijgesproken. Radke meldde zich niet op tijd zijn reclasseringsambtenaar en werd toen in juni 2008 naar de gevangenis gestuurd.
De overige leden van Escape the Fate besloten dat het het beste voor de band was om zonder Radke door te gaan. Voormalig Blessthefall-zanger Craig Mabbitt verving hem, wat Ronnie Radkes carrière bij Escape the Fate beëindigde.

### Radkes vrijlating en het vormen van de nieuwe band
Falling In Reverse werd op 3 december 2008 opgericht met de voormalige leden Nason Schoeffler, Nick Rich, Anthony Avila en Gilbert Catalano. De oprichting van de band in 2008 maakte haar naam bekend, "From Behind These Walls". In augustus 2009 werd de naam veranderd in "Falling in Reverse" omdat de oude naam al in gebruik was en door copyrights niet gebruikt kon worden. In de tijd van de actieve hiaat van de band, bracht deze demo's en een exclusief interview met Radke, vanuit de gevangenis, uit.
Terwijl hij in de gevangenis zat, schreef Radke vele nummers die het debuutalbum van Falling in Reverse beïnvloedden.
In een interview met Alt Press zei Radke:
Ik dacht de hele dag, voor vele dagen, na over wat mensen zouden willen horen. Ik ontleedde mijn oude album en las alle brieven van fans en de reden waarom zij van mijn band hielden en ernaar luisterden. Daar schreef ik over, maar op verschillende manieren. Ik weet niet waarom zij van de tragediën waar ik over schrijf houden. Ik denk dat ze zichzelf erin herkennen.
Wanneer dit nieuwe album van Falling in Reverse uitkomt, zullen mensen omver geblazen worden. Ik weet het vanuit mijn hart. Het heeft elementen van pop, in dezelfde nummers klinkt het als Norma Jean of Underoath met een Katy Perry refrein. Een aantal poprefreinen met belachelijke, out-of-nowhere "Hoe doen ze dat?"-achtige dingen. Er zit een boel synth in, maar niet te veel. Ik praat veel tussendoor.
De band heeft meerdere demo's en instrumentale nummers. Falling In Reverse werd uiteindelijk herenigd met Ronnie Radke nadat hij op 12 december 2010 uit de gevangenis werd vrijgelaten. Ze gingen verder met het opnemen van hun debuutalbum, wat later in zijn interview exclusief over het komende album van Falling In Rerverse door Radke gezegd werd.

### The Drug in Me Is You(2011–nu)
Voormalig bandlid Gilbert Catalano sloot zich aan bij "We Strike At Dawn", waarop het vertrek van bassist Nason Schoeffler en drummer Nick Rich die de band "MeMyselfAlive" begonnen volgde. Schoeffler schreef eind april 2011 op Twitter: "Ik zit niet meer in FIR, ik ben nu al een tijdje bezig met een bijproject dus ik zal gauw updates plaatsen op Facebook en Twitter voor meer informatie."
In mei 2011 werd vermeld dat Scott Gee, afkomstig van LoveHateHere, de drummer werd voor het debuutalbum van Falling in Reverse. Nadat het album af was, werd hij vervangen door Ryan Seaman.
Mika Horiuchi voegde zich bij Falling in Reverse. Deze voormalig tot de band Cellador behorende bassist maakte de band compleet.
Hun eerste single, "Raised by Wolves", werd uitgebracht in mei 2011. De tweede single, "The Drug in Me Is You", werd in juni 2011 uitgebracht.
In januari 2012 werd bekend dat Mika Horiuchi uit de band was gezet. Een fansite bracht dat als eerste naar buiten, Radke had hen op Twitter een privé-bericht gestuurd en daar stond in "Mika is niet opgestapt, ik heb hem ontslagen omdat hij zijn bas niet kan stemmen en hij is een ***." Horiuchi werd vervangen door Ron Ficarro, die al eerder samen gespeeld heeft met drummer Ryan Seaman in de band I Am Ghost. Ron zou eerst alleen een tour-bandlid zijn, maar later tijdens een show is bekendgemaakt dat hij permanent in de band zit.

## Discografie
| Releasedatum     | Titel                 |
| ---------------- | --------------------- |
| 26 juli 2011     | The Drug in Me Is You |
| 18 juni 2013     | Fashionably Late      |
| 24 februari 2015 | Just Like You         |
| 7 april 2017     | Coming Home           |
| 16 augustus 2024 | Popular Monster       |

## Hitlijsten

### De Zwaarste Lijst
| Nummer          | 2009* | 2010* | 2011* | 2012* | 2013 | 2014 | 2015 | 2016 | 2017 | 2018 | 2019 | 2020 | 2021 | 2022 | 2023 | 2024 | 2025 |
| --------------- | ----- | ----- | ----- | ----- | ---- | ---- | ---- | ---- | ---- | ---- | ---- | ---- | ---- | ---- | ---- | ---- | ---- |
| Popular Monster | -     | -     | -     | -     | -    | -    | -    | -    | -    | -    | -    | -    | -    | -    | -    | -    | 62   |

- Tot 2012 had de Zwaarste Lijst 70 plaatsen. Dit werd vanaf 2013 verminderd tot 66. In 2021 en 2022 bevatte de lijst 666 plaatsen.